# Mbaye Diagne
Mbaye Diagne (18. března 1958 Dakar, Senegal – 31. května 1994 Kigali, Rwanda) byl kapitán a vojenský důstojník senegalské armády, pozorovatel Spojených národů během Rwandské genocidy v roce 1994. Během svého působení ve Rwandě zachránil mnoho životů, když poté, co bylo vojákům OSN nařízeno nezasahovat, pokračoval v této činnosti na vlastní odpovědnost.

## Život
Narodil se do početné rodiny žijící v Dakaru. Byl oddaným muslimem. Poté, co vystudoval místní univerzitu, nastoupil do armády v pozici důstojníka. V roce 1993 byl přidělen k UNAMIR, mírové misi OSN ve Rwandě. 6. dubna 1994 bylo sestřeleno letadlo s rwandským prezidentem Juvénalem Habyarimanou a burundským prezidentem Cyprienem Ntaryamirou poblíž Kigali. Během následujících dnů začali radikálové uskutečňovat svůj genocidní plán. Odhaduje se, že při ní bylo zabito 800 tisíc až jeden milion Tutsiů a politicky umírněných Hutuů. Mezi prvními oběťmi genocidy byla rwandská premiérka Agathe Uwilingiyimana a 10 belgických vojáků operace UNAMIR, kteří ji měli chránit. Další den ráno se Diagne od uprchlíků v Hôtel des Mille Collines dozvěděl o vraždě a neozbrojen se vydal situaci prověřit. V komplexu OSN objevil skrývající se děti zavražděné premiérky Agathe Uwilingiyimana. Později ráno mu generál Roméo Dallaire přikázal vyčkat na příjezd obrněného transportéru a dopravit děti do bezpečí. Transportér však nedorazil a tak se rozhodl posadit děti na zadní sedadlo svého vozidla, zakrýt je dekou a odvézt je do hotelu.
Ačkoliv pravidla OSN zakazují pozorovatelům zachraňovat civilisty, podle výpovědí ostatního personálu UNAMIR pokračoval ve svých záchranných operacích. Přesné počty zachráněných jsou neznámé, odhady se pohybují od několika desítek ke stovkám. Jelikož na každém výjezdu musel překonat desítky kontrolních stanovišť, mohl při každém výjezdu převézt maximálně pět lidí. Využíval své rozsáhlé sítě kontaktů, vybudované v průběhu mise ve rwandské armádě a také ve vražedné milici. Situaci často zachraňoval vtipy a úplatky v podobě peněz a cigaret.
31. května se vracel sám ve svém džípu na velitelství OSN v Kigali se zprávou pro Dallaira od velitele rwandské armády, když za jeho vozidlo dopadl granát, odpálený Rwandskou vlasteneckou frontou, jehož střepina ho zasáhla do hlavy a okamžitě usmrtila.
Generál Roméo Dallaire ho ve své knize Shake Hands with the Devil nazval nejstatečnějším ze všech a zároveň podotkl, že upadne v zapomnění, protože je Afričan.
Byl pohřben v rodném Senegalu s vojenskými poctami. Zanechal po sobě manželku a dvě děti.

## Vyznamenání
- rytíř Národního řádu lva – Senegal[1]

### Související článek
- Paul Rusesabagina